# Tata Sabaya
Tata Sabaya – stratowulkan w boliwijskich Andach. Leży niedaleko wulkanu Cabaray. W 1995 r. wulkan wykazywał pewną aktywność, jednak do erupcji nie doszło.